# 阿瑞图萨

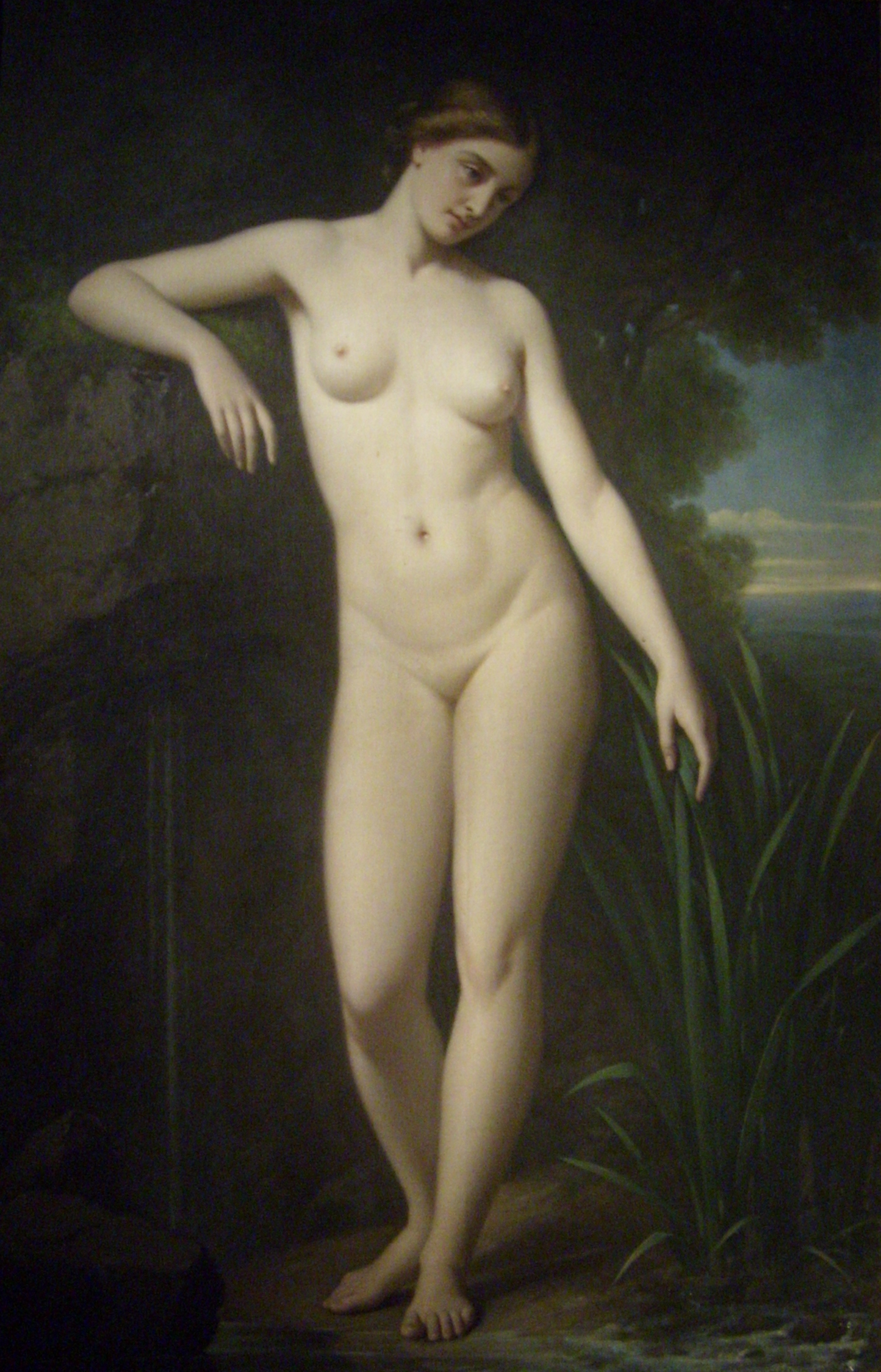
《阿瑞图萨》Auguste François Jean Baptiste Legras/画, 1874

阿瑞图萨（希臘文：Αρετούσα；英文：Arethusa）或譯作阿瑞梭莎、阿瑞托萨、阿瑞塞莎、阿雷蘇莎，她是希腊神话中的一位美丽迷人的海洋女神，为涅柔斯和多里斯的女儿，也是阿尔忒弥斯的侍女之一。每逢阿尔忒弥斯狩猎时，她则负责携带弓箭。她对自己的职责专心致志，从不考虑别人对自己的夸赞也从不顾及自己的爱情。通常阿瑞图萨的形象是一位身边围绕着鱼群的年轻妇女。

## 神话故事

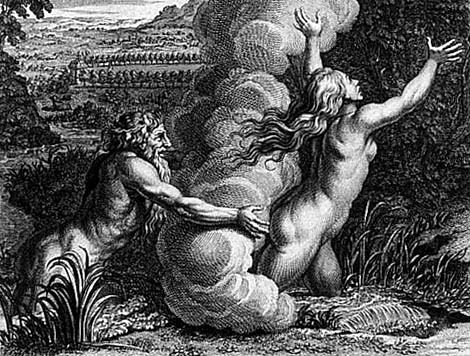
阿尔甫斯发现了被阿尔忒弥斯用浓雾所包围的阿瑞图萨。

阿瑞图萨的故事主要出现在古罗马诗人—奥维德的名作《变形记》卷十中。有一次，天气过于炎热，阿瑞图萨正好找到了一处凉爽的清泉，打算好好洗洗她发热的身体。正当她沉浸在独处的愉悦中时，平静的水面一下泛起波浪，向阿瑞图萨靠近。惊恐万分的阿瑞图萨一下从水中跳上了岸，裸着身体飞奔而去。
原来那道波浪是河神阿爾甫斯（Alpheus）变的，他化身为凡人的样子对阿瑞图萨穷追不舍，阿尔甫斯用一种恳求的语调，让她别跑，听听他对她表达的爱意。他们穿过高山峡谷，越过森林原野，直到阿瑞图萨再也跑不动的时候，她才停住脚步呼唤女神阿尔忒弥斯前来搭救她。女神听到阿瑞图萨的呼唤顿时显灵，不久阿瑞图萨便被一阵烟雾包裹住，变成了一座喷泉。
随后追到的阿尔甫斯没见到阿瑞图萨的身影，便四处徘徊，悲吟她的消逝，用深情的话语呼唤她。但固执的阿尔甫斯终究没有上当受骗，阿瑞图萨身上顿时冒出一股冷汗，水珠从喷泉中大量溢出，阿尔甫斯一眼就认出了喷泉就是阿瑞图萨。于是阿尔忒弥斯用来保护阿瑞图萨的烟雾一下就被阿尔甫斯给吹散了，他自己也变回了原来的模样，与阿瑞图萨同流，享受她的陪伴。
一切看在眼里的阿尔忒弥斯只能劈开地面，让阿瑞图萨沉陷下去，滑进了阴间，于是又从希腊漂流到了阳间的西西里平原。阿尔甫斯从未放弃对阿瑞图萨的追求，他在阴间苦苦寻觅阿瑞图萨的踪迹，又顺着裂缝的隧道重返西西里平原，尽管阿瑞图萨试图摆脱阿尔甫斯的纠缠，但再次见到他时，阿瑞图萨心中充满了喜悦，最终接受了他。从此河水与阿瑞图萨化作的泉水永远交汇在一起。

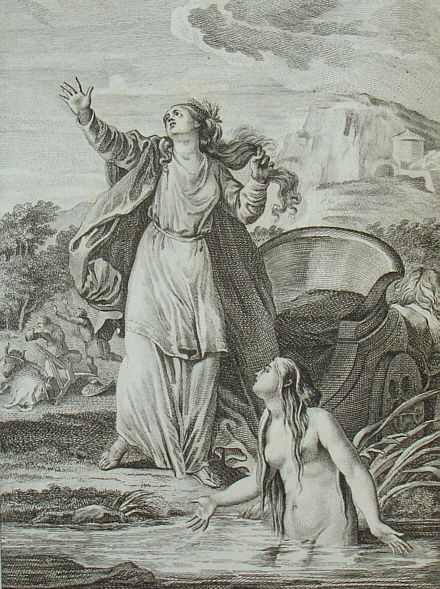
阿瑞图萨正在向得墨忒耳透露出珀耳塞福涅的下落。

阿瑞图萨在滑入阴间时，她见到了农业女神得墨忒耳的女儿—珀耳塞福涅坐在冥界的王座上，她还来不及询问珀耳塞福涅怎么到了阴间时，一道裂缝裂开使她返回了阳间。在得墨忒耳四处寻找女儿下落时，阿瑞图萨是唯一告诉得墨忒耳真相的仙女。

## 其它
黑夜女神—倪克斯的四个女儿中有一位名字也叫阿瑞图萨。她是守护西方金苹果圣园的赫斯珀里得斯四姐妹中的一人。
以阿瑞图萨命名的行星是1867年11月23日由人类发现的第95颗小行星—源神星。林仙级首舰“林仙号轻巡洋舰”的舰名也是以阿瑞图萨的名字来命名的。